# Chandrika Kumaratunga
Chandrika Kumaratunga (Colombo, 29 de juny de 1945) és una política de Sri Lanka. Va ser la cinquena presidenta de Sri Lanka i primera dona en el càrrec. El seu mandat va començar el 12 de novembre de 1994 i va acabar el 19 de novembre de 2005. També va ser primera ministra entre el 19 d'agost i el 14 de novembre de 1994.
Filla de Sirimavo Bandaranaike i Solomon Bandaranaike, tots dos del partit polític Freedom Party. El seu pare va ser primer ministre de Sri Lanka, però va ser assassinat el 1959. Després d'aquest succés la seva mare assumiria aquest mateix càrrec durant tres períodes. Chandrika va ser triada com a primera ministra de Sri Lanka el 19 d'agost de 1994 i va guanyar les eleccions presidencials al novembre del mateix any.